# Edgard Stern
Pour les articles homonymes, voir Stern.
Pour les autres membres de la famille, voir Famille Stern.
Edgard-Salomon Stern (1er janvier 1854 à Paris - 20 avril 1937 à Paris) est un banquier et collectionneur français.

## Biographie
Fils de Salomon Stern, banquier à Francfort, et de Johanne Ellissen, neveu d'Antoine Jacob Stern, du baron Hermann Stern et du vicomte David de Stern, Edgard Stern rentre dans la Banque Stern en 1877, en devient associé en 1888 puis chef.
Il est administrateur de la Banque de Paris et des Pays-Bas (en remplacement de son cousin germain Jacques Stern, cofondateur de la banque), de la Compagnie des chemins de fer andalous, de la Banca Commerciale Italiana, de la Banque d'Indochine, des Ateliers et Chantiers de la Loire, de la Compagnie générale des eaux, de la Compagnie générale des eaux pour l'étranger, de la Compagnie générale du gaz pour la France et l'étranger, de la Compagnie des sels gemmes et houillères de la Russie méridionale, de Brufina.
Il créa une bourse auprès de l'Université de Paris, la Fondation Edgard Stern (1873-1952).
Il se fit construire un hôtel particulier au no 20 de l'avenue Montaigne à Paris, ainsi que le château de Villette à Pont-Sainte-Maxence.
Il était chevalier de la Légion d'honneur et commandeur de l'ordre de la Couronne d'Italie.

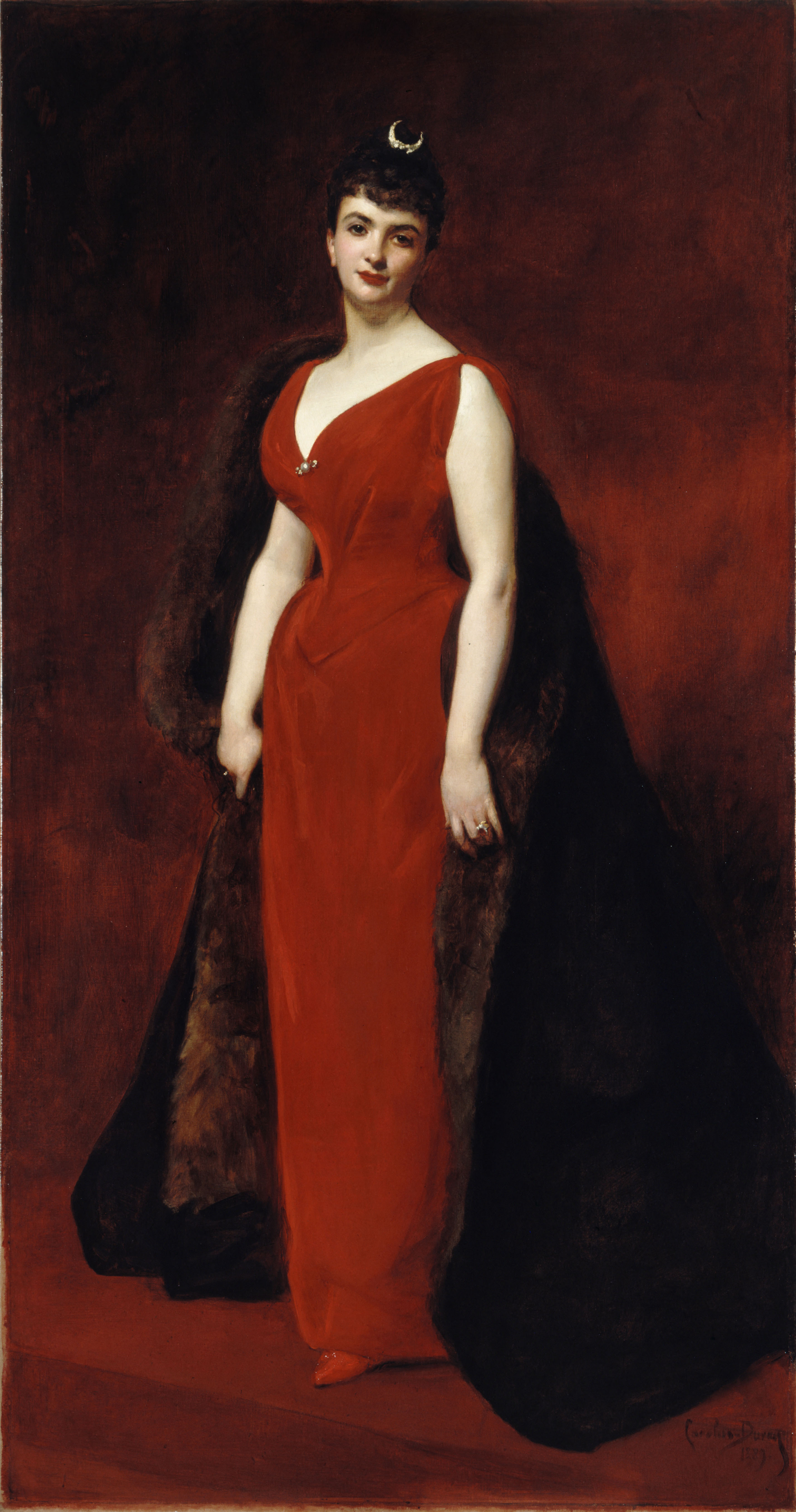
Portrait de Mme Edgard Stern, par Carolus-Duran (Musée des beaux-arts de la ville de Paris).

Marié à sa cousine, Marguerite Fould, fille de l'homme d'affaires Henri Fould et de  Suzette Stern, il est l'arrière grand-père d'Édouard Stern et le beau-père du marquis Bertrand de Sauvan d'Aramon.

## Sources
- Bibliothèque Edgard Stern. Très beaux livres illustrés du XVIIIe s. Livres de fêtes. Reliures en maroquin aux armes. Dessins originaux. [Vente à Paris, Hôtel-Drouot, 27 juin 1988. Commissaires priseurs: Laurin, Guilloux, Buffetaud, Tailleur]., 1988
- Morphologie des Groupes Financiers, 1962
- Henry Coston, Le retour des "200 familles.", 1960